# 1542
| 1542               |
| ------------------ |
| Dødsfald - Fødsler |
|                    |

| Gregoriansk kalender | 1542 MDXLII             |
| Ab urbe condita      | 2295                    |
| Armensk kalender     | 991 ԹՎ ՋՂԱ              |
| Kinesiske kalender   | 4238 – 4239 辛丑 – 壬寅 |
| Etiopisk kalender    | 1534 – 1535             |
| Jødisk kalender      | 5302 – 5303             |
| Hindukalendere       |                         |
| - Vikram Samvat      | 1597 – 1598             |
| - Shaka Samvat       | 1464 – 1465             |
| - Kali Yuga          | 4643 – 4644             |
| Iransk kalender      | 920 – 921               |
| Islamisk kalender    | 949 – 950               |

Konge i Danmark: Christian 3. 1534-1559
Se også 1542 (tal)

## Begivenheder
- 13. februar – Henrik 8. af England's femte hustru, Catherine Howard henrettes
- 27. juni - den portugisiske opdagelsesrejsende Juan Rodríguez Cabrillo gør krav på Californien til Spanien
- 14. december - Marie Stuart krones som skotsk dronning, blot en uge gammel

## Født
- Stormogul Akbar den Store
- Anders Sørensen Vedel præst og historiker
- Peder Sørensen, dansk livlæge for kongen fra 1571 (død 1602).
- 8. december , Marie Stuart af Skotland; hun bliver 7 dage gammel dronning af Skotland , men kraftige modsætninger med protestanterne tvang hende i 1568 til at flygte til England, hvor hun imidlertid blev interneret, og det endte med at hun blev henrettet i 1587.